# Jan Frenzel
 Jan Frenzel właściwie Johannes Frenzel (ur. 29 sierpnia 1907 w Szarleju, zm. 26 stycznia 1945 w Stolarzowicach) – niemiecki ksiądz katolicki, proboszcz w Miechowicach, zamordowany po wkroczeniu Armii Czerwonej do Miechowic w trakcie masowej zbrodni dokonanej na mieszkańcach gminy.
Urodził się 29 sierpnia 1907 roku w Szarleju. Po odbyciu dwuletniej służby w Wojsku Polskim rozpoczął w 1933 roku studia filozoficzno-teologiczne we Wrocławiu. Święcenia kapłańskie przyjął 30 lipca 1939 roku. Mszę świętą prymicyjną odprawił w Rokitnicy w kościele pw. Najświętszego Serca Pana Jezusa. Po święceniach został wikariuszem w parafii Wniebowzięcia Najświętszej Maryi Panny w Bielawie, następnie od lipca 1941 roku w Miechowicach w parafii pw. Bożego Ciała. W okresie od 21 lipca 1942 roku do 10 października 1942 roku pełnił funkcję administratora tej parafii. Dekretem Ordynariatu Arcybiskupiego we Wrocławiu z 25 lutego 1944 ksiądz Frenzel miał zostać przeniesiony do Czarnowąsów, ale decyzję tę jednak odwołano.

## Śmierć
25 stycznia 1945 roku ksiądz Jan Freznzel został zatrzymany przez żołnierzy z 118 Korpusu pod dowództwem gen. maj. A. Naumanowa podczas udzielania w piwnicy przy ulicy Kubotha 13 wiatyku postrzelonemu przez wkraczające do Miechowic oddziały Armii Czerwonej Huberowi Drzysga. Następnie uprowadzony do Stolarzowic, gdzie znajdowała się tymczasowa siedziba generała. W drodze do bunkra dowodzenia oraz w trakcie przesłuchania bestialsko torturowany, a następnie zamordowany.
Jako dzień śmierci przyjęto datę 26 stycznia 1945 roku. Ciało księdza Jana Frenzla pochowano 3 lutego 1945 roku na parafialnym cmentarzu w Stolarzowicach, poza zbiorową mogiłą mieszkańców pomordowanych podczas zdobywania miejscowości. Na prośbę rodziny ponownego pochówku dokonano 9 lutego 1945 roku na cmentarzu w Brzezinach Śląskich.

## Upamiętnienie
Nazwiskiem księdza Jana Frenzla nazwano główną ulicę dzielnicy Miechowic (Droga Krajowa nr 94 na odcinku od skrzyżowania z ulicą Jana Nowaka Jeziorańskiego do granicy miasta) i Piekar Śląskich (Droga Krajowa nr 94 na odcinku od skrzyżowania z ulicą bpa Herberta Bednorza do skrzyżowania z ulicą Tarnogórską).
Grób księdza w Brzezinach Śląskich został uznany przez władze miasta miejscem pamięci narodowej.